# UnDutchables
The UnDutchables is een term die oorspronkelijk is bedacht door auteur Colin White (Verenigd Koninkrijk) die, samen met auteur Laurie Boucke (Verenigde Staten), het gelijknamige boek schreef. De officiële titel betreft The UnDutchables: an observation of the Netherlands, its culture and its inhabitants. De titel is een woordspeling op The Untouchables, naar het gelijknamige boek van Eliot Ness en Oscar Frayley uit 1957 en de tv-serie die van 1959 tot 1963 werd uitgezonden in de Verenigde Staten. The UnDutchables werd voor het eerst gepubliceerd in 1989 door White-Boucke Publishing en is met name populair in de VS, Canada en het Verenigd Koninkrijk. In 1990 kwam de eerste Nederlandstalige editie uit, vertaald door Justus van Oel en gepubliceerd door Nijgh & Van Ditmar te Amsterdam. Deze Nederlandse editie genaamd The UnDutchables: Leven in Holland werd een bestseller. Latere edities zijn vertaald door Paul Heijman. Het boek is tevens vertaald in het traditioneel Chinees (荷蘭不唬爛). 

## Auteurs
Op het moment van eerste druk hadden beide auteurs al een flink aantal jaren in Nederland doorgebracht. Colin White woonde en werkte zeven jaar in Nederland. Laurie Boucke woonde en werkte er vijftien jaar.

## Kenmerken
White en Boucke onderwerpen in hun boek Nederland en de Nederlanders aan een humoristisch doch kritisch onderzoek. The UnDutchables laat de lezer uitgebreid kennismaken met het dagelijks leven in Nederland. Met onderwerpen variërend van koffie en toiletten tot treinreizen en het opvoeden van kinderen worden dan ook nagenoeg alle bekende en minder bekende karaktertrekken, gewoontes en eigenaardigheden behandeld die Nederland en de Nederlandse bevolking eigen zijn. 
Om een actuele insteek te kunnen blijven waarborgen ondergaat the UnDutchables eens in de drie à vier jaar een update.

## Geschiedenis
In 1987, aan het einde van haar lange verblijf in Nederland, besloot Laurie Boucke een diepgaand en humoristisch boek over Nederland te schrijven. Er waren destijds nauwelijks boeken in dit genre te vinden. Gedurende haar laatste maanden in Nederland maakte Boucke een begin met de opbouw en tekst van het boek en werd later vergezeld door Colin White, wiens nieuwsgierigheid was gewekt door de opkomst van desktoppublishing. De eerste uitgave van UnDutchables verscheen in tijdschriftformaat (28 bij 21,5 cm) en bestond uit 80 pagina’s. De latere edities van 1991, 1993, 2001, 2006, 2013 en 2017 zijn allen verschenen in standaard boekformaat. De meest recente versie bestaat uit 21 hoofdstukken verdeeld over 296 bladzijden.

## Overige
In 2004 verkreeg White-Boucke Publishing een handelsmerkregistratie op de naam UnDutchables voor een lijn van UnDutchables merchandise, waaronder een verjaardagskalender.